# Chooz
Chooz és un municipi francès, situat al departament de les Ardenes i a la regió del Gran Est. En aquest municipi hi ha la Central Nuclear de Chooz.